# Miliusa campanulata
Miliusa campanulata är en kirimojaväxtart som beskrevs av Jean Baptiste Louis Pierre. Miliusa campanulata ingår i släktet Miliusa och familjen kirimojaväxter. Inga underarter finns listade i Catalogue of Life.